# Аргохи
Аргохи (груз. არგოხი) — селение в Ахметском муниципалитете, Кахетия, Грузия.

## География
Расположено к северо-востоку от райцентра города Ахмета.
Ближайшие населённые пункты: на севере  — село Лечури, на юго-востоке — село Лалискури, на западе — село Маграани, на юго-востоке — село Пшавели.

## История
Уже в 1900х годах село было населено осетинами из Южной Осетии. В Грузии насчитывалось несколько десятков осетинских сел. После 1991 года, вследствие притеснений со стороны грузинских властей, осетины массово начали покидать эти территории.  После 2000 годов осетины стали массово покидать село из-за вытеснение со стороны грузинских властей. Село стали подселять кистинцами.
В селе находились базы полевого командира Руслана Гелаева.

## Фамилий Аргохинцев
- Гогинашвили
- Губешвили (Губеевы - осет. Губеты )
- Тедеевы (Тедешвили -  осет. Тедеты)
- Кабисовы (Кабисашвили - осет. Кабысты)
- Корбезовы (Корбезашвили - осет.  Корбезты)
- Ростомашвили
- Хугаевы ( Хугашвили - осет. Хугаты)
- Бедоевы (Бедошвили - осет. Бедойты)
- Плиевы (Пли(Пили)швили - осет. Плиты)
- Джабиевы (Джабишвили - осет. Джабиты)
- Кочиевы (Кочишвили - осет. Кошты)
- Валиевы (Валишвили - осет. Уалыты)
- Меладзе (осет. Дриаты)
- Хинчаговы (Хинчагашвили - осет. Хынчагты)
- Келехсаевы (Келехсашвили - осет. Челахсаты)
- Дзебисовы ( Дзебисашвили - осет. Дзебысаты)
- Кочаури
- Торчиновы (Торкинашвили/Торчинашвили - осет. Торчынтае)